# La promesa (película de 2005)
La promesa es una película fantástica china de 2005 dirigida por Chen Kaige y protagonizada por Jang Dong-gun, Hiroyuki Sanada, Cecilia Cheung y Nicholas Tse. Está levemente basada en Kunlun Nu, una historia romántica wuxia escrita por Pei Xing en el siglo XIX durante la Dinastía Tang. Las respuesta de la crítica ante la película fue mixta. Contó con un presupuesto aproximado de 40 millones de dólares estadounidenses, cifra que superó las de otras costosas cintas de la época como la laureada Héroe de Zhang Yimou (2002).

## Sinopsis
Qingcheng, una niña hambrienta, deambula buscando comida. Se aproxima a un niño y lo roba. Más tarde se encuentra con la diosa Manshen y acepta una oferta para disfrutar de una vida rica y lujosa y convertirse en la mujer más hermosa de la tierra. Sin embargo, tiene un precio que pagar: nunca encontrará el amor eterno y verdadero. Ella se convierte en la concubina del rey cuando crezca.
El general Guangming derrota a un gran ejército de bárbaros con solo 1000 soldados y se apresura a salvar al rey, que está sitiado en el palacio por el traidor Wuhuan. Conoce a Manshen, quien le dice que alguien con su armadura carmesí cometerá regicidio y empañará su reputación. Un rato después, Guangming es tomado por sorpresa y herido por el lobo de nieve, un secuaz de Wuhuan, pero es salvado por su esclavo, Kunlun. Le ordena a Kunlun que use su armadura carmesí y salve al Rey. Cuando Kunlun le pregunta a su maestro cómo puede identificar al rey, Guangming le dice que el rey es el que se encuentra desarmado. Kunlun llega al palacio y confunde a Qingcheng con el rey porque está desarmada, y en su lugar mata al rey, que acaba de sacar su espada. Él huye con Qingcheng, pero terminan siendo acorralados en un acantilado por Wuhuan y sus hombres. Wuhuan promete no dañar a Qingcheng si Kunlun salta del acantilado.
Kunlun salta pero sobrevive a la caída. Mientras tanto, los subordinados de Guangming acusan a su general de matar al rey y se vuelven contra él. Kunlun regresa, salva a su maestro y le devuelve su armadura carmesí. Ellos finalmente rescatan a Qingcheng de las manos de Wuhuan. Qingcheng se enamora de Guangming luego de confundirlo con la persona que saltó del acantilado. Por otro lado, Kunlun es capturado por Wuhuan, quien se da cuenta de que él es asesino del rey. Mientras Guangming y Qingcheng llevan una vida feliz en el campo, Kunlun usa su poder y se entera de que Wuhuan es responsable de la destrucción de su familia y su tierra natal.
Wuhuan atrae a Guangming de vuelta al palacio y lo captura, enjuiciándolo. Durante el juicio, Kunlun confiesa que mató al rey y Qingcheng se da cuenta de que en realidad fue él quien la salvó antes. Guangming, Kunlun y Qingcheng son condenados a muerte, pero se liberan y luchan contra Wuhuan. Tanto Wuhuan como Guangming mueren en la lucha mientras Kunlun queda herido de muerte. Kunlun sobrevive después de usar la túnica de inmortalidad de lobo de nieve. Qingcheng finalmente ha encontrado su verdadero amor y, por lo tanto, se ha dado la oportunidad de elegir nuevamente. Manshen le aconseja que elija sabiamente. La película termina con la escena inicial que muestra a Qingcheng, como una niña, deambulando hambrienta.

## Reparto
- Jang Dong-gun es Kunlun.
- Hiroyuki Sanada es el general Guangming.
- Cecilia Cheung es Qingcheng.
- Guan Xiaotong es Qingcheng (joven).
- Nicholas Tse es Wuhuan.
- Shi Lei es Wuhuan (joven).
- Liu Ye es el lobo de nieve.
- Chen Hong es Manshen.

## Lanzamiento
La promesa fue estrenada el 15 de diciembre de 2005 en China, Hong Kong y Singapur. The Weinstein Company (TWC) anunció el estreno de la cinta en Norteamérica en diciembre de 2005 con el título El maestro de la armadura carmesí. En TWC también se encargaron de remover 25 minutos de material del corte inicial de la cinta. Sin embargo, la compañía canceló el estreno y vendió los derechos de distribución a Warner Independent Pictures (WIP). WIP conservó los cambios hechos por TWC, pero volvió a titularla La promesa y la estrenó el 5 de mayo de 2006 en 213 salas de cine en Norteamérica.

## Recepción

### Crítica
La promesa recibió reacciones mixtas cuando se lanzó por primera vez en algunos países asiáticos. En China, la mayoría de las respuestas fueron negativas, aunque recaudó alrededor de nueve millones de dólares en su primera semana de exposición. Pese a esta reacción negativa, La promesa fue una de las dos películas chinas en obtener una nominación a los premios Globo de Oro en la categoría de mejor película de habla no inglesa.

### Taquilla
La promesa recaudó cerca de 18 millones de dólares estadounidenses en la China continental. Sus números no fueron tan buenos en Hong Kong, donde recaudó aproximadamente 650.000 dólares estadounidenses. Recaudó cerca de 273.000 de dólares en su primer fin de semana en Norteamérica, obteniendo a nivel internacional un total de 33 millones de dólares.

## Controversia
La película fue criticada por el daño ambiental que causó mientras se filmaba en la provincia de Yunnan. El equipo de producción fue acusado de dañar la vegetación y el paisaje natural del área y del lago Bigu y de generar una gran cantidad de residuos.
El cortometraje de Hu Ge de 2005, A Murder Case Caused by a Dumpling, parodió a La promesa. Tras su lanzamiento en Internet, el director Chen Kaige amenazó con emprender acciones legales por infracción de derechos de autor, pero el caso fracasó debido al amplio apoyo que tiene Hu en la sociedad china.